# Kanton Poitiers-1
Der Kanton Poitiers-1 ist seit 1973 ein französischer Wahlkreis für die Wahl des Départementrats im Arrondissement Poitiers, im Département Vienne und in der Region Nouvelle-Aquitaine. Sein Hauptort Bureau centralisateur befindet sich in Poitiers.

## Gemeinden
Der Kanton besteht aus vier Gemeinden und Gemeindeteilen mit insgesamt 24.303 Einwohnern (Stand: 1. Januar 2022) auf einer Gesamtfläche von 35,16 km²:
| Gemeinde          | Einwohner 1. Januar 2022 | Fläche km² | Dichte Einw./km² | Code INSEE | Postleitzahl |
| ----------------- | ------------------------ | ---------- | ---------------- | ---------- | ------------ |
| Biard             | 1.908                    | 7,47       | 255              | 86027      | 86580        |
| Croutelle         | 937                      | 1,48       | 633              | 86088      | 86240        |
| Fontaine-le-Comte | 3.971                    | 18,66      | 213              | 86100      | 86240        |
| Poitiers          | 17.487                   | 7,55       | 2.316            | 86194      | 86000        |
| Kanton Poitiers-1 | 24.303                   | 35,16      | 691              | 8613       | –            |

1. ↑   Nur der südwestliche Teil der Gemeinde, der Rest verteilt sich auf die Kantone Poitiers-2, Poitiers-3, Poitiers-4 und Poitiers-5.

Bis zur landesweiten Neuordnung der französischen Kantone im März 2015 gehörten zum Kanton Poitiers-1 die zwei Gemeinden Migné-Auxances und Poitiers. Er besaß vor 2015 einen anderen INSEE-Code als heute, nämlich 8621.